# Penrhyn Grant Jones
Penrhyn Grant Jones (1878-1945) est un juge et diplomate britannique qui sert en Chine. Son dernier poste avant sa retraite est celui de juge adjoint à la Cour suprême britannique pour la Chine.

## Biographie

### Jeunesse et formation
Penrhyn Grant Jones nait le 28 mai 1878 à Cowes, sur l'île de Wight. Il est le fils aîné de Frederick Topham Jones, qui est acteur, et d'Elizabeth Grant Jones (née Fitzgerald). Frederick est le propriétaire du Royal Sandrock Hotel  près de Niton sur l'île de Wight, une station balnéaire à la mode avec sa propre source. Son père est également recteur de l'île de Wight. Son père est déclaré en faillite en 1897 et il perd l'hôtel.
Penrhyn Grant Jones fait ses études au Malvern College (en) où il est préfet.

### Service consulaire
Penrhyn Grant Jones arrive en Chine en 1902 en tant qu'étudiant interprète (en) auprès du service consulaire chinois, après avoir réussi un concours. Il est promu assistant de 2e classe le 15 juillet 1909. Il occupe diverses fonctions consulaires en Chine, notamment dans la concession internationale de Shanghai, à Chongqing, Hankou et Changsha. Il est promu consul en 1926 à Harbin et y sert comme consul ainsi qu'à Amoy (Xiamen) jusqu'en 1931. Il est nommé Commandeur de l'Ordre de l'Empire britannique en 1928 alors qu'il est à Harbin.

### Carrière juridique

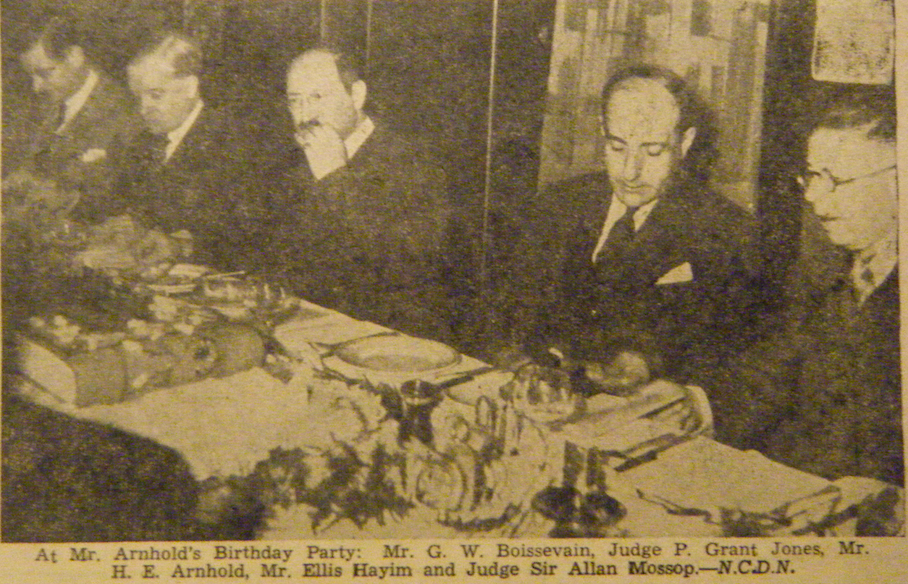
Penrhyn Grant Jones (deuxième à gauche) lors d'une fête d'anniversaire pour Harry Edward Arnhold à Shanghai en 1939. Présentez également GW Boosevain, Ellis Hayim et le juge.

Penrhyn Grant Jones réussit ses examens du barreau, étant placé en première classe et a reçu un certificat d'honneur. Il est admis comme avocat à l'Inner Temple en 1910 et admis au barreau le 19 juin 1912. Il siège comme évaluateur à la Cour internationale mixte de la colonie internationale de Shanghai entre 1912 et 1920. Il siège également comme juge par intérim à la Haute Cour de Weihaiwei en 1919.
En novembre 1931, il est nommé juge à la Cour suprême britannique pour la Chine basée à Shanghai en remplacement de Gilbert Walter King. Penrhyn Grant Jones est juge en chef par intérim du tribunal en 1933 et 1937.

### Retraite et décès
Le 8 décembre 1941, les troupes japonaises occupent le palais de justice de la Cour suprême britannique à Shanghai. Penrhyn Grant Jones est interné 5 mois avant d'être rapatrié en Angleterre.
Sa nomination en tant que juge prend officiellement fin en mai 1943 après la ratification du Traité sino-britannique pour l'abandon des droits extraterritoriaux en Chine.
De retour en Angleterre, Penrhyn Grant Jones se retire à Ticehurst dans le Sussex. Il décède le 15 juin 1945. et est enterré au cimetière de l'église St Mary, Ticehurst. Il résidait à Ticehurst House, un asile et hôpital psychiatrique au moment de son décès.

## Lectures complémentaires
- Douglas Clark, Gunboat Justice: British and American Law Courts in China and Japan (1842-1943), Hong Kong, Earnshaw Books, 2015, Vol. 1:  (ISBN 978-988-82730-8-9); Vol. 2:  (ISBN 978-988-82730-9-6); Vol. 3:  (ISBN 978-988-82731-9-5)